# ベルナール・ロワゾー
ベルナール・ロワゾー（Bernard Loiseau、1951年1月13日 - 2003年2月24日）は、フランスの料理人・実業家。
バターを使ったこってりとした料理からの脱却を目指し、ヌーヴェル・キュイジーヌの影響もうけながら、素材の味を引き出すことに重点を置いた。バターやクリーム、オイルなどを排除し、肉などの焼き汁を水でデグラセしてソースを作った彼の料理は、自らキュイジーヌ・ア・ロー（水の料理）と呼ばれた。
ほぼゼロから独力のみで、凋落していたラ・コート・ドールを立て直し、レストラン・ガイドの『ゴ・エ・ミヨ』誌で20点満点の19.5点の評価を得て、『赤ミシュラン』においては三ツ星を獲得するまでに至った。
しかし、2003年に突然自宅で自殺を図った。彼の死後直後に発行されたミシュランガイドでは3つ星を維持していた。

## 料理
ヌーヴェル・キュイジーヌの影響も受け、料理からバターやクリーム、オイルなど排除し、肉などの焼き汁や野菜のピューレなどを水でデグラセしてソースを作った。自らの料理を一時期「キュイジーヌ・ア・ロー」（水の料理）と称した。キュイジーヌ・ア・ローは賛否両論であった。後年は、バターやクリームの排除の行き過ぎを改め、使用を許容するようになった。
得意料理は、「蛙のもも肉のニンニクのピュレとパセリソース添え」など。蛙料理は、ラ・コート・ドールのあったブルゴーニュ地方の代表的な食材でもある。また野菜にこだわり、野菜のみを使ったフルコースやじゃがいも尽くしのコースも提供した。

## 来歴

### 料理人入門
1951年、ミシュランの本社のあるピュイ＝ド＝ドーム県クレルモン＝フェランに生まれる。3人兄弟の第一子であった。少年時代は、サッカークラブのキャプテンを任されるなどしたが、カトリック系学校にあって勉強に興味が持てずにいた。16歳の時の進級試験で20点中7点で落第した。
学校をドロップアウトしたあと、両親の勧めもあって料理人を目指すようになった。最初は親戚の経営する菓子店で働いた。しかし本格的なフランス料理を身に付けるべく、ロアンヌにあった高級レストランのトロワグロに見習いに入った。
1971年にトロワグロを辞め、一年の兵役についた。任地は、ファルスブールにあった駐屯地で食事担当となった。

### 独立
除隊後、事業家でレストランを複数所有していたクロード・ヴェルジェ（Claude Verger）と知り合った。ヴェルジェは、ロワゾーにパリの店を任せた。ロワゾーはヴェルジェに反発することもあったが、彼の店は人気を博すようになった。1974年、『ゴー・ミヨ』から20点満点中15点を獲得、将来有望とコメントされた。
ヴェルジェは、1975年にブルゴーニュ地方の街ソーリューにあったレストランのラ・コート・ドール（La Côte d'Or）を買収した。ラ・コート・ドールは、1950年代にフランス料理の巨匠であったアレクサンドル・デュメーヌがオーナーシェフを務めていたレストランで、ミシュランから三ツ星を獲得していた。しかし彼の引退後は凋落し、二ツ星となっていた。さらに、ヴェルジェの買収でシェフが辞任し、ミシュランの星はすべて剥奪されてしまった。
ヴェルジェは、ロワゾーにラ・コート・ドールを与え、ロワゾーはこの店を再び三ツ星のレストランにすることを目指した。1977年版で一ツ星を獲得。1980年に引退を決意したヴェルジェから店を借金して買い取り、ラ・コート・ドールのオーナーシェフとなった。1981年に二ツ星を獲得し、1985年の『ゴー・ミヨ』はラ・コート・ドールに対して20点満点中19.5点を与えた。

### 結婚と開店
最初の結婚には失敗したが、大学で栄養学を学んだ経験をもつドミニクと結婚、私生活面でも安定した。しかし三ツ星の獲得はなかなか進まなかった。1990年にロワゾーは勝負にでた。約300万ドルをかけてレストランを拡張・改修し、同年の12月に新装開店した。1991年3月に刊行されたミシュラン（『ギド・ルージュ』）で念願の三ツ星を獲得する。この年の三ツ星に選ばれたレストランは、フランス国内で19軒であった。三ツ星を得た効果は絶大だった。4月の売上げは前年4月と比べて約2倍となった。ラ・コート・ドールで働きたいという志願者が世界中より一年で数百人もくるようになった。

### 来日
1992年6月、ロワゾーはJTBの出資を受けて神戸の神戸ベイシェラトンホテル内に「ラ・コート・ドール」の初めての支店を開店した。ロワゾー自身も何度か来日して厨房で腕を振るったが、阪神大震災後、営業不振により閉店した。その後、この店は「トップ・オブ・シェラトン」と名前を変え、店内インテリアはほぼラ・コート・ドール当時のまま、料理にもロワゾー風を多少残しつつ、フレンチレストランとして2007年まで営業していた。2007年10月に全面改装され「神戸グリル」と改称されたことにより、ラ・コート・ドール当時の面影はほとんど失われた。

### 全盛期
1995年レジオンドヌール勲章シュヴァリエを受章。店は、ミッテラン大統領（当時）や俳優ロバート・デ・ニーロなど有名人の数多く訪れる店となった。
ロワゾーの名を冠したブティックを展開し、本を出版し、レトルト製品を開発するなど、実業の世界にも踏み出した。1998年12月、グループ・ベルナール・ロワゾーはパリ証券取引所第2部に上場。シェフとして初めての快挙と報じられた。

### ゴ・エ・ミヨからの酷評
しかし、ゴ・エ・ミヨは2003年版でラ・コート・ドールの評価を20点満点中19点から17点に落とした。フィガロ紙は、ミシュランの三ツ星に値しないレストランとしてラ・コート・ドールを含めていた。

### 猟銃自殺
2003年2月24日、ロワゾーはソーリューの自宅自室で猟銃により自身の頭を打ち抜いて自殺。死後、3月に刊行された2003年版『赤ミシュラン』では、ラ・コート・ドールは三ツ星を維持していた。夫人のドミニク・ロワゾーにより、ラ・コート・ドールはル・ルレ・ベルナール・ロワゾーと改名し、営業が続けられており、2006年版においても三ツ星を維持している。

## 著書
- 辻調理師専門学校（翻訳）『香り立つ料理』同朋舎出版 ISBN 4810412695
- 三木敏彦、 須山泰秀（翻訳）『フランス料理のおいしいコツ事典』ISBN 4810423735